# 平和村 (嘉義縣)
23°32′05.5″N 120°23′17.5″E / 23.534861°N 120.388194°E
平和村是中華民國臺灣嘉義縣民雄鄉轄下的行政區。位於嘉義縣北方，北鄰民雄鄉菁埔村，西鄰民雄鄉西昌村，南鄰新港鄉三間村，東接民雄鄉中央村。
面積約2.62平方公里，行政區包含7個鄰、308戶、人口數938人。

## 地理
平和村在民雄鄉西側銜接新港鄉東側，為古移民自舊笨港上岸後較易發現的平原區。
平和村由舊時代的雙援、頂店仔、柴頭仔及番仔溝四個部落組合而成，部落名稱由來如下。
番仔溝取名據當地居民所傳，是因為莊前與莊後都有水溝。
柴頭仔原名柴頭港，源自庄外溝旁有一枯茄苳樹。
頂店仔原名店仔頭，因古早時期有不少店開在此莊，而該莊也位於整個區域頂端而得名頂店莊。
雙援據考察為何姓祖先當官受鄭成功賜地，於鄭氏時期作為屯墾中心的營盤，因而得「援」之名。

## 聚落歷史
平和村的四個舊部落在清領時期隸屬打貓南堡，1909年(宣統元年)改隸打貓支廳打貓區，1920年以雙援為主體合併，改為民雄庄雙援保， 民國光復後取名為「平和村」。
平和村的居民絕大部分是唐山漳州平和縣移民之後裔，因此取名為「平和村」。

## 教育
平和村區域內目前無設立國中小，國小學區為菁埔國小及興中國小；國中學區為民雄國中。

## 文化資產
平和村主要信仰三間宮廟，歷史如下。
番仔溝玄武宮，建於清光緒年間1875～1903，主祀玄天上帝。
雙援玄聖宮，主神開漳聖王隨何氏祖先渡海來台。清領時期建造聖王公廟，後因地震倒塌，於1983年(民國72年)重建。
頂店仔、柴頭仔的共通信仰中心好嘉宮，主祀保生大帝。創建於1933年(昭和8年)，於1954年(民國43年)重修，廟地為雙援號先生所捐。